# NGC 6186
NGC 6186 est une galaxie spirale barrée située dans la constellation d'Hercule. Sa vitesse par rapport au fond diffus cosmologique est de 2 976 ± 4 km/s, ce qui correspond à une distance de Hubble de 43,9 ± 3,1 Mpc (∼143 millions d'al). NGC 6186 a été découverte par l'astronome germano-britannique William Herschel en 1788.
La classe de luminosité de NGC 6186 est I et elle présente une large raie HI.

## Supernova
La supernova SN 2011gd a été découverte dans NGC 6186 le 28 août 2011 par S. B. Cenko, W. Li et A. V. Filippenko dans le cadre du programme conjoint LOSS/KAIT (Lick Observatory Supernova Search de l'observatoire Lick et The Katzman Automatic Imaging Telescope de l'université de Californie à Berkeley). Cette supernova était de type Ib.